# Long Hair Music
Long Hair Music ist ein 2000 von Serge Bloch in Saverne gegründetes Plattenlabel für Progressive Rock/Krautrock.

## Das Label
Das Label wurde 2000 von Serge Bloch gegründet. Erste Veröffentlichungen waren SWF-Sessions des Südwestfunk-Studio Baden-Baden. Diese Live-Sessions deutscher Nachwuchs-Bands fürs Radio (1970–1975) hatten noch keine Tonträger. Der Fokus des Labels liegt auf Progressive Rock/Krautrock/Jazzrock-Aufnahmen der End-1960er und 1970er Jahre, auch neuere Bands wie The Void’s Last Stand (Gegründet 2007) werden veröffentlicht.

## Künstler (Auswahl)
- Thirsty Moon
- Thrice Mice
- The Void’s Last Stand
- Silberbart
- Rufus Zuphall
- Joe Beck
- Brian Davison
- Dzyan
- Karthago
- Aera
- Cravinkel
- Blackbirds
- Nektar
- Secret Oyster
- Wolfgang Dauner